# Crown Jewel 2018
Crown Jewel (2018) was de 1ste professioneel worstel-pay-per-view (PPV) en WWE Network evenement van Crown Jewel dat georganiseerd werd door de World Wrestling Entertainment (WWE) voor hun Raw en SmackDown brands. Het evenement vond plaats op 2 november 2018 in het King Saud University Stadium te Riyad en maakte deel uit van een langdurige samenwerking tussen de WWE en het Saoedische ministerie van sport.
Het evenement veroorzaakte heel wat commotie, vooral in de nasleep van de moord op Saoedisch journalist Jamal Khashoggi. De keuze van de WWE om het evenement niet te annuleren zette kwaad bloed bij fans, insiders en overheidsinstanties.

## Belangrijkste verhaallijnen
Een van de geplande wedstrijden voor Crown Jewel was aanvankelijk een gevecht om het WWE Universal Championship tussen kampioen Roman Reigns, Brock Lesnar en Braun Strowman. Op 22 oktober 2018 kwam Reigns echter met het private nieuws dat bij hem opnieuw leukemie werd vastgesteld, wat hem dwong zijn titel vacant te stellen. Reigns verdween voor onbepaalde tijd van het scherm. Als gevolg van Reigns' ziekte werd de wedstrijd herleid tot een confrontatie tussen Lesnar en Strowman. De wedstrijd zelf werd gedomineerd door Lesnar, nadat Baron Corbin - General Manager van het programma Monday Night Raw - verrassend Strowman sloeg met de kampioensgordel. Strowman overleefde in en buiten de ring vier finishers oftewel afwerkingsbewegingen (de F5, een draaiende worp met de tegenstander op de schouders) waarvan eentje vanuit de ring naar beneden (ca. 2,5 meter hoogte). Strowman weegt bovendien 175 kg. De vijfde finisher van Lesnar leidde tot de overwinning. Lesnar kroonde zich als dusdanig tot de nieuwe WWE Universal Champion.
Hunter Hearst Helmsley/Triple H versloeg zijn eeuwige rivaal The Undertaker bij Super Show-Down op 6 oktober 2018. Die wedstrijd werd door de WWE gepromoot als hun allerlaatste rechtstreekse ontmoeting op pay-per-view. Helmsley werd bijgestaan door zijn goede vriend Shawn Michaels. Zowel Helmsley als Michaels werden na de wedstrijd toegetakeld door Undertaker en diens kayfabe-halfbroer Kane. De aanval van Undertaker en Kane - als tag team bekend onder de naam Brothers of Destruction - zette Michaels ertoe aan voor het eerst sinds 28 maart 2010 competitief terug te keren naar de ring. Volgens Michaels had Undertaker geen respect voor hem, terwijl Michaels zelf beweerde trouw te zijn gebleven aan zijn pensioen omwille van deze reden. Michaels hervormde samen met Triple H hun tag team D-Generation X, dat voor het laatst te zien was begin 2010. D-Generation X won de wedstrijd. 
Het evenement dankt zijn naam aan de nieuwe WWE World Cup, een toernooi waarbij de WWE op zoek gaat naar "The Best in the World". Het concept van de WWE World Cup lijkt sterk op het voormalige King of the Ring. Het toernooi bevat acht deelnemers, vier worstelaars die het programma Monday Night Raw vertegenwoordigen en vier worstelaars die de eer van het programma Tuesday Night SmackDown! Live verdedigen. In de finale ontmoeten de twee shows oftewel brands (merken) elkaar. Dolph Ziggler (Raw) en The Miz (SmackDown! Live) haalden de finale, maar The Miz kon - allicht door een kayfabe enkelblessure - niet meer deelnemen. Shane McMahon verving The Miz en sleepte de beker in de wacht namens SmackDown! Live.
De wedstrijd om het WWE Championship zou oorspronkelijk worden betwist door regerend kampioen A.J. Styles en Daniel Bryan. Omdat Bryan echter weigerde mee te werken aan het evenement werd hij noodgedwongen vervangen door Samoa Joe, die gedurende het jaar 2018 meermaals trachtte Styles het kampioenschap afhandig te maken. Samoa Joe faalde echter keer op keer in zijn opzet. Ook bij Crown Jewel mocht Styles zegevieren.

## Resultaten
| Nr.                                                                                  | Match | Winnaar(s)        |
| ------------------------------------------------------------------------------------ | --- | ----------------- |
| 1                                                                                    | Randy Orton vs. Rey Mysterio in een een-op-eenwedstrijd (1ste ronde WWE World Cup) | Rey Mysterio      |
| 2                                                                                    | Jeff Hardy vs. The Miz in een een-op-eenwedstrijd (1ste ronde WWE World Cup) | The Miz           |
| 3                                                                                    | Seth Rollins vs. Bobby Lashley in een een-op-eenwedstrijd (1ste ronde WWE World Cup) | Seth Rollins      |
| 4                                                                                    | Kurt Angle vs. Dolph Ziggler (met Drew McIntyre) in een een-op-eenwedstrijd (1ste ronde WWE World Cup)                                                                                         | Dolph Ziggler     |
| 5                                                                                    | The Bar (Sheamus & Cesaro) (met Big Show) (c) vs. The New Day (Kofi Kingston & Big E Langston) (met Xavier Woods) in een tag team-wedstrijd voor het WWE SmackDown! Live Tag Team Championship | The Bar (c)       |
| 6                                                                                    | Rey Mysterio vs. The Miz in een een-op-eenwedstrijd (halve finale WWE World Cup) | The Miz           |
| 7                                                                                    | Seth Rollins vs. Dolph Ziggler (met Drew McIntyre) in een een-op-eenwedstrijd (halve finale WWE World Cup)                                                                                     | Dolph Ziggler     |
| 8                                                                                    | A.J. Styles (c) vs. Samoa Joe in een een-op-eenwedstrijd voor het WWE Championship | A.J. Styles (c)   |
| 9                                                                                    | Braun Strowman vs. Brock Lesnar in een een-op-eenwedstrijd voor het vacante WWE Universal Championship                                                                                         | Brock Lesnar (nc) |
| 10                                                                                   | Dolph Ziggler vs. Shane McMahon in een een-op-eenwedstrijd voor de WWE World Cup (na uitvallen The Miz)                                                                                        | Shane McMahon     |
| 11                                                                                   | D-Generation X (Triple H & Shawn Michaels) vs. Brothers of Destruction (The Undertaker & Kane) in een tag team-wedstrijd                                                                       | D-Generation X    |
| (c) huidige kampioen voor en na de wedstrijd \| (nc) nieuwe kampioen na de wedstrijd | |                   |